# Древнее предание: Когда солнце было богом
«Древнее предание: Когда солнце было богом» (пол. Stara baśń. Kiedy słońce było bogiem) — польский фильм 2003 года режиссёра Ежи Гофмана. Вольная экранизация исторического романа «Старинное предание» Юзефа Крашевского. Последняя работа оператора Павла Лебешева.

## Сюжет
Действие происходит в IX веке в языческие времена, на землях, которые в наши дни являются Польшей. Каждое славянское племя поклоняется собственным богам. Жестокий князь западных полян Попел II и его коварная жена, бывшая невольница, делают все возможное, чтобы передать титул своему сыну (на что он не имеет прав). Воевода дружины Попеля, Пястун, пресытившись интригами и жесткостью своего властителя, покидает его.
Попел жаждет мщения и посылает своих людей найти и убить, но Пястун спасается благодаря молодому воину, Земовиту. Земовит довольно долго жил у викингов и только недавно вернулся на родину. Он влюбляется в прекрасную Дзиву, дочь Виша (одного из вассалов Попеля). Земовит хочет жениться, но судьба Дзивы предрешена — волей её отца она должна стать жрицей в местном святилище…

## Историческая достоверность
Древнепольские исторические сочинения — «Хроника и деяния князей или правителей польских» (Cronicae et gesta ducum sive principum Polonorum) Галла Анонима нач. XII века, «Хроника» магистра Винцентия Кадлубека (Cronica vincenciana) начала XIII века и «Великопольская хроника» (Chronica Poloniae Maioris) 1330-е гг. — сообщают легенду о неком Попеле, или «Помпилиуше Хотышко», княжившем в IX веке в крепости (гроде) Крушвице на озере Гопло, который за клятвопреступление был наказан богами: его заживо сожрали расплодившиеся в амбарах (по другим данным, в подземельях его башни) мыши.
В современном польском городе Крушвица Куявско-Поморского воеводства сохранилась до нашего времени т. н. «Мышиная башня», возведенная, по археологическим данным, не ранее XV столетия, которую местное предание связывает с легендарным Попелом.
В фильме упоминается Княгиня Ольга, однако она родилась позднее упоминаемых событий.

## В ролях
| Актёр               | Роль                                 |
| ------------------- | ------------------------------------ |
| Богдан Ступка       | Попел                                |
| Малгожата Форемняк  | жена Попела                          |
| Рышард Филипский    | Виш                                  |
| Эва Вишневская      | Яруша                                |
| Анна Дымна          | Яга                                  |
| Михал Жебровский    | Земовит                              |
| Даниэль Ольбрыхский | Пястун                               |
| Марина Александрова | Дзива                                |
| Мачей Козловский    | Смерда                               |
| Дариуш Юсышин       | Ярл Сигвальд (предводитель викингов) |
| Виктор Зборовский   | викинг                               |
| Катажина Буякевич   | Мила                                 |
| Аркадиуш Базак      | Беднош                               |
| Здзислав Вардейн    | Стоигнев                             |